# Papa Telèsfor
Telèsfor (Calàbria, Magna Grècia, Imperi Romà, ? - Roma, c.136) va ser el vuitè bisbe de Roma entre c.125 i la seva mort vers el 136. El seu pontificat està ubicat en un clima de distensió entre l'Estat romà i la religió cristiana, en un moment en què progressivament va estenent-se aquesta religió per la península italiana; durant el seu mandat es reuneix el primer sínode de bisbes italians sota la seva presidència.
Va morir durant una persecució, considerada verídica en comparació al seus predecessors, a excepció de sant Pere. És venerat com a sant amb la condició de màrtir per l'Església Catòlica i Ortodoxa. Les seves festivitats són el 5 de gener i el 22 de febrer, respectivament per cada confessió.

## Biografia
Es diu que Telèsfor era grec, però probablement de l'antiga colònia grega de Calàbria, a Itàlia. Tanmateix, el seu nom és d'origen grec, significa «portar fruit a la perfecció» o «complir els teus propòsits». El Liber Pontificalis diu que abans d'assumir el càrrec de bisbe havia estat anacoreta.

### Pontificat
Quant a la cronologia, els autors coincideixen en evitar una cronologia concreta, i acostumen a deixar-les com meres conjectures. Philip Schaff esmenta que va tenir un pontificat d'onze anys, aproximadament fins a l'any 139. Si bé, les dates que apareixen de forma generalitzada en les obres de caràcter general són c.125-c.136; sembla que es va produir seu vacant de dos anys entre el seu pontificat i el del seu successor Higini. No obstant aquestes dates, Eusebi de Cesarea situa l'inici del seu pontificat al dotzè any de regnat d'Hadrià (128-129), i la seva mort en el primer d'Antoní Pius (138-139).
Quant al context, es constata que des de Roma l'Església i el cristianisme es van estenent a les ciutats de tot Itàlia. Està documentat el primer sínode provincial romà, amb la presència de dotze bisbes sota la presidència de Telèsfor. L'animadversió de l'opinió pública romana envers els cristians són patents en època d'Hadrià, que tot i ser indiferent a la religió cristiana de bon començament, finalment va acabar duent a terme una persecució sagnant en contra de llurs fidels.
Dins de la tònica general dels «papes» dels primers segles de l'Església, emprar el terme «papa» és incorrecte fins al segle ix, en tant que l'Església romana distava molt de ser una diòcesi com s'entén actualment, Richard Lipsius, citat per Philip Schaff, considera a Telèsfor, així com als seus predecessors, un prevere romà al capdavant de les funcions eclesiàstiques que posteriorment serien les d'un bisbe i que ell anomena un prevere-bisbe. Joseph Cullen, creu que a final de l'era apostòlica, vers l'any 100, es pot parlar d'una organització episcopal incipient i establerta en alguns indrets.
Sobre Telèsfor, s'ha afirmat que fa algunes disposicions sobre les celebracions anuals, contingudes en el Liber Pontificalis, considerades totes falses. Entre aquestes, es deia que va instaurar el dejuni de Quaresma durant les set setmanes anteriors a dita festivitat, però aquesta disposició és falsa; el dejuni pasqual és una tradició cristiana molt més antiga, segons Ireneu de Lió en època apostòlica, per bé que la duració d'aquest no està especificat. Tanmateix, també s'afirmava que regularment va celebrar la Pasqua en diumenge, per la llegenda que era eremita, però que no va abandonar la comunió amb aquells companys fidels que no seguien aquest costum.
El Liber també esmenta que va fixar la celebració de la missa de Nadal de nit, quelcom igualment fals, perquè difícilment es podia establir això si la festivitat de Nadal es va fixar al segle iv.

### Mort
Schaff esmenta que, segons Ireneu de Lió, a diferència dels altres bisbes anteriors al Concili de Nicea, és Telèsfor un dels dos religiosos el qual va ser possiblement mort com a màrtir, després de sant Pere, mentre que les altres atribucions són probablement fruit de tradicions posteriors. Altres tradicions posteriors han atribuït el seu martiri i el d'altres religiosos al regnat d'Hadrià, malgrat que les dades cronològiques del bisbe són més que dubtoses. No obstant saber de la seva mort, es desconeix com va morir. Segons el Liber Pontificalis el seu cos va ser enterrat al turó Vaticà, prop de sant Pere.
És considerat sant i màrtir, venerat en l'Església Catòlica el 5 de gener i en l'Església Ortodoxa el 22 de febrer.